# Ambroise Jobert
Pour les articles homonymes, voir Jobert.
Ambroise Jobert, né à Grenoble le 8 juillet 1904, où il est mort le 27 mai 1988, est un historien français spécialiste notamment de la Pologne.

## Biographie
Ambroise Jobert a notamment été professeur à l'Institut français de Varsovie et à la Faculté des lettres et sciences humaines de Grenoble.

## Publications
- De Luther à Mohila. La Pologne dans la crise de la Chrétienté, 1517-1648, Institut d'études slaves, 1974  (ISBN 978-2-7204-0002-5)
  - traduction en polonais : Od Lutra do Mohyły: Polska wobec kryzysu chrześcijaństwa 1517-1648, traduit par Elżbieta Sękowska, Éditeur Pax (pl), 1994  (ISBN 978-83-2111181-0)
- Nicolas Bergier, Un théologien au siècle des lumières : Correspondance avec l'abbé Trouillet, 1770-1790, Centre André-Latreille, 1987 (édité par Ambroise Jobert)
- Histoire de la Pologne, Presses universitaires de France, 1953, 1965, 1974 (coll. « Que sais-je ? ») no 591
- Chronique des événements mondiaux de 1945 à 1962, Publications de l'Institut d'études politiques de Grenoble
- Érasme et la Pologne, 1961
- La Commission d'éducation nationale en Pologne (1773-1794), son œuvre d'instruction civique, Les Belles Lettres, 1941 
  - Volume 9 de la collection de l'Institut français de Varsovie, Volume 9 de la collection historique de l'Institut d'études slaves
  - traduction en polonais : Komisja Edukacji Narodowej w Polsce (1773-1794) : jej dzieło wychowania obywatelskiego, traduit et complété par Mirosława Chamcówna ; avant-propos d'Henryk Barycz ; Académie polonaise des sciences (PAN), Ossolineum, 1979  (ISBN 2-7204-0026-2)
- Magnats polonais et physiocrates français : 1767-1774, Les Belles Lettres, 1941  (ISBN 2-7204-0027-0)
  - Volume 8 de la collection de l'Institut français de Varsovie, collection historique de l'Institut d'études slaves
- La Tolérance religieuse en Pologne au XVIe siècle, G. C. Sansoni Editore (it), 1957
- Aux origines de l'union de Briest : le protestantisme en Ruthénie, 1959
- L'Université de Cracovie et les grands courants de pensée du XVIe siècle, 1954

### Sur lui
- Vladimir Vodoff (1935-2009), Ambroise Jobert, "In Memoriam" (1904-1988), Harvard Ukrainian Research Institute, 1990
- Gérard Luciani, Hommage à M. le professeur Ambroise Jobert (...),	Bulletin de l'Académie delphinale, no 2 (février 1992)